# Liselund
Slot Liselund is een kasteel op het Deense eilandje Møn.
Het werd eind achttiende eeuw gebouwd door de Franse edelman Antoine de Bosc de la Calmette, die het vernoemde naar zijn vrouw Elisabeth (Lise). Het is gelegen in een prachtig aangelegd park nabij de oostelijke krijtrotsen Møns Klint. Het park was oorspronkelijk veel groter dan het op dit moment is. In 1905 is een groot deel (4 ha) door een grote aardverschuiving in zee verdwenen.

## Afbeeldingen

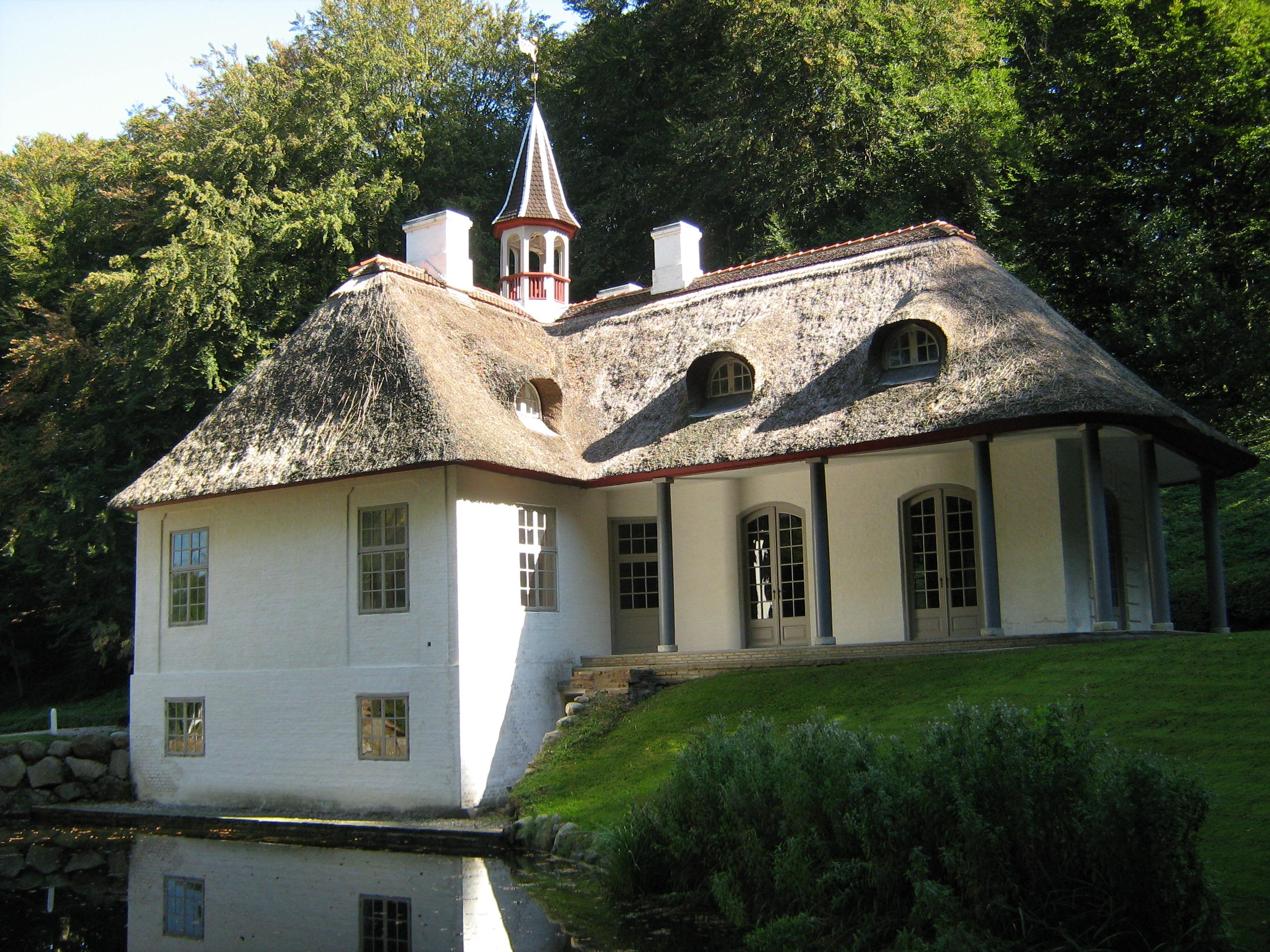
Het oude slot Liselund
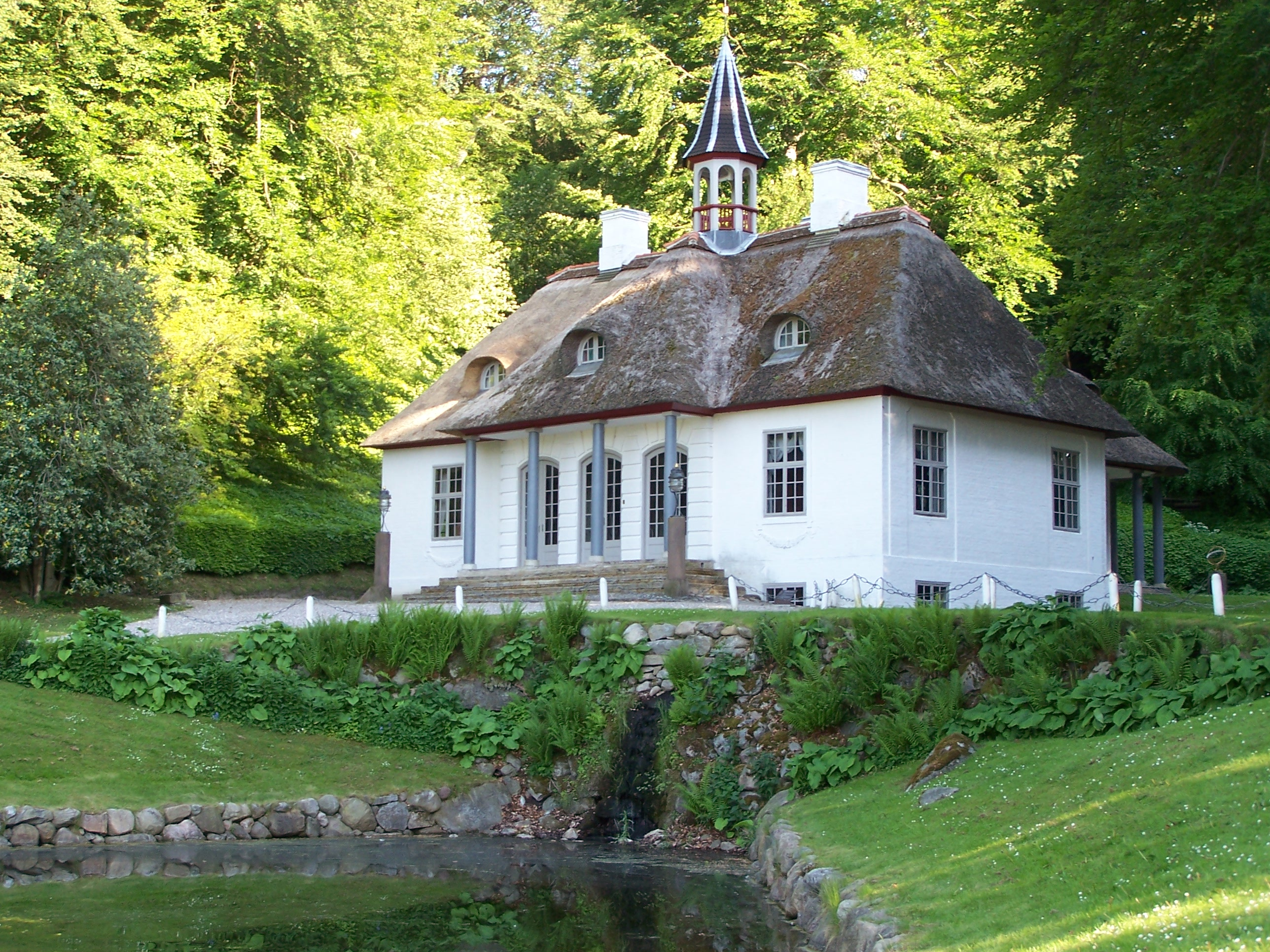
Voorzijde van het oude slot
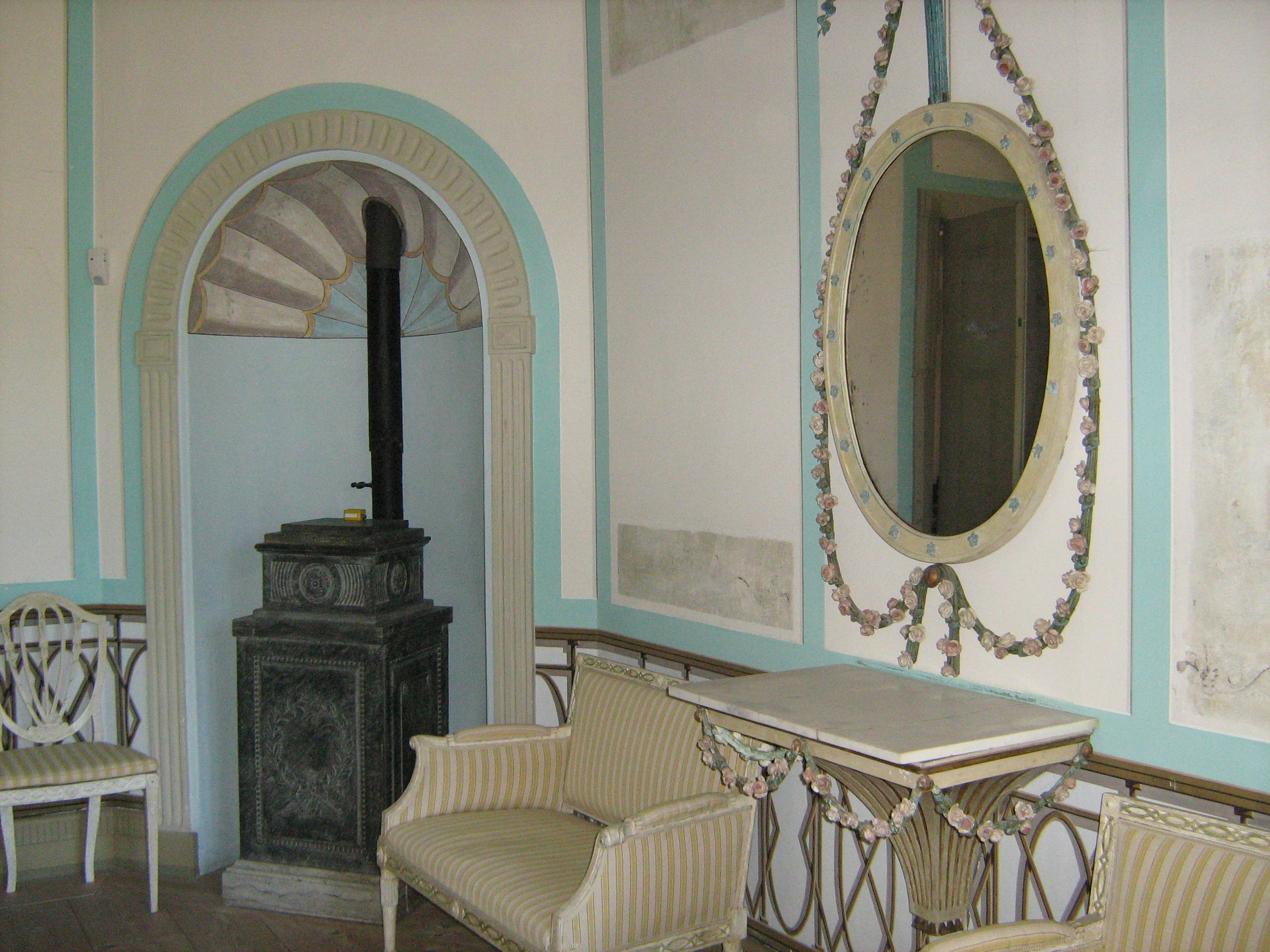
Vestibule met spiegel en Noorse oven
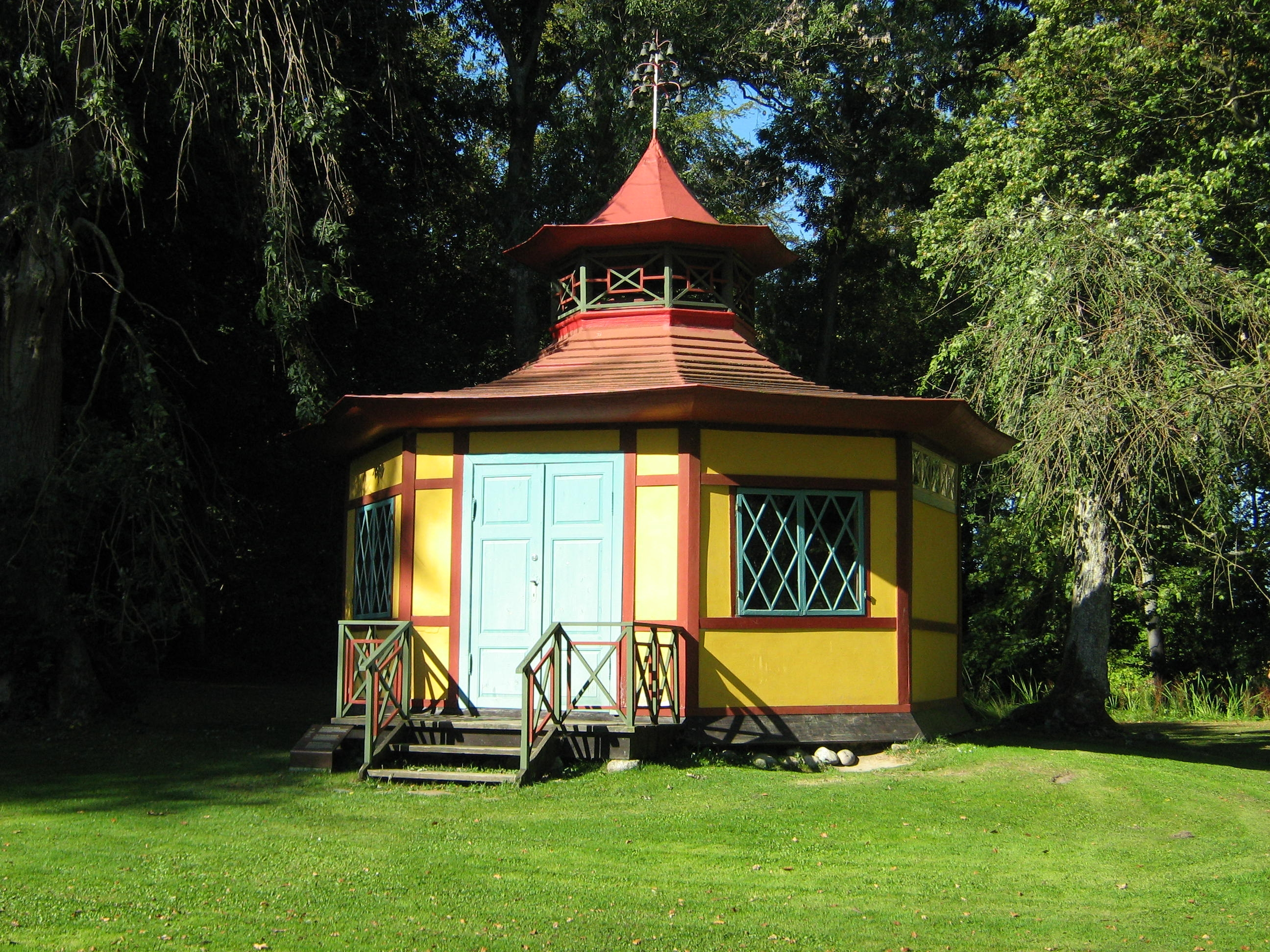
Oriëntaalse huis
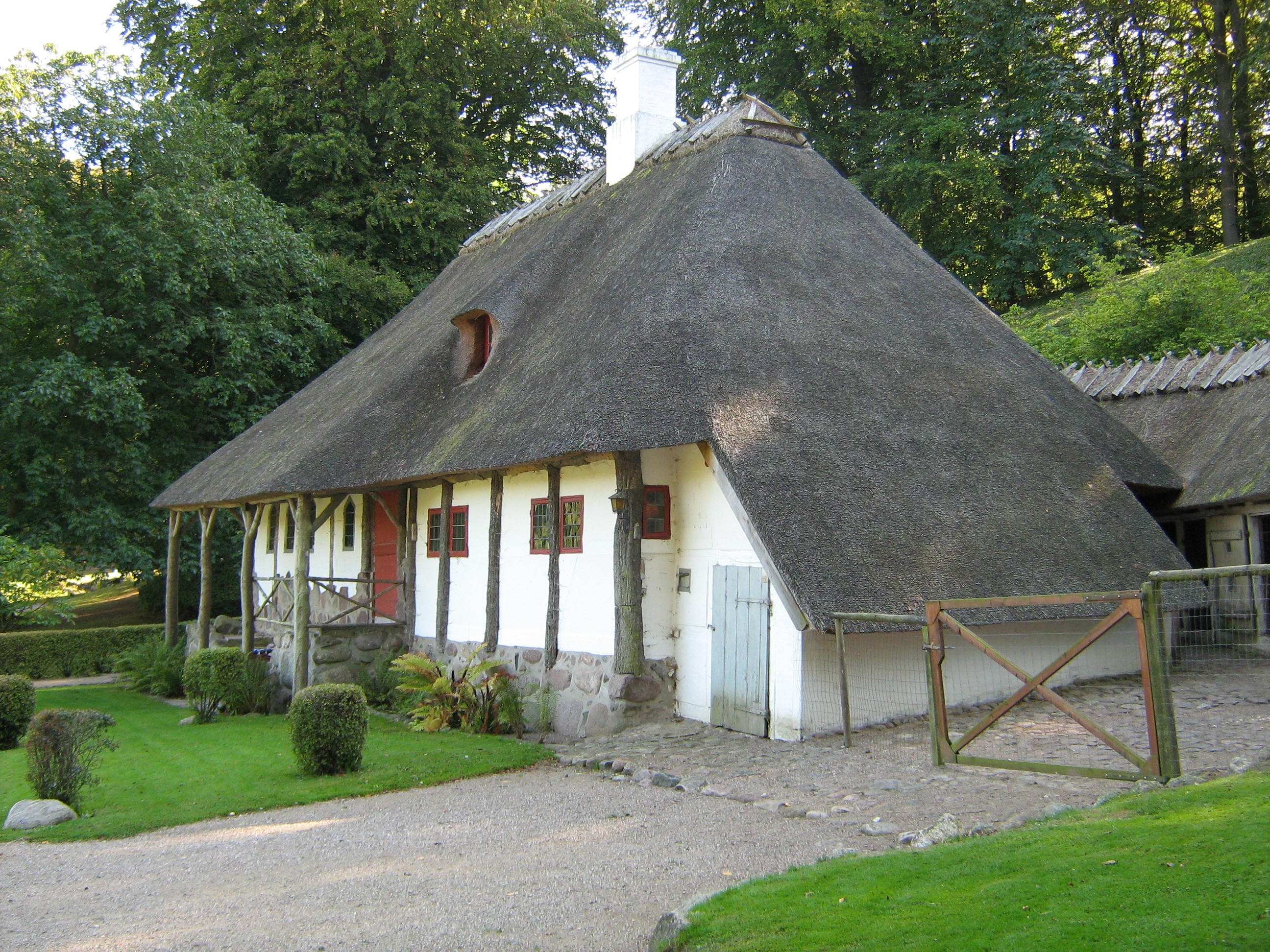
Zwitserse huis
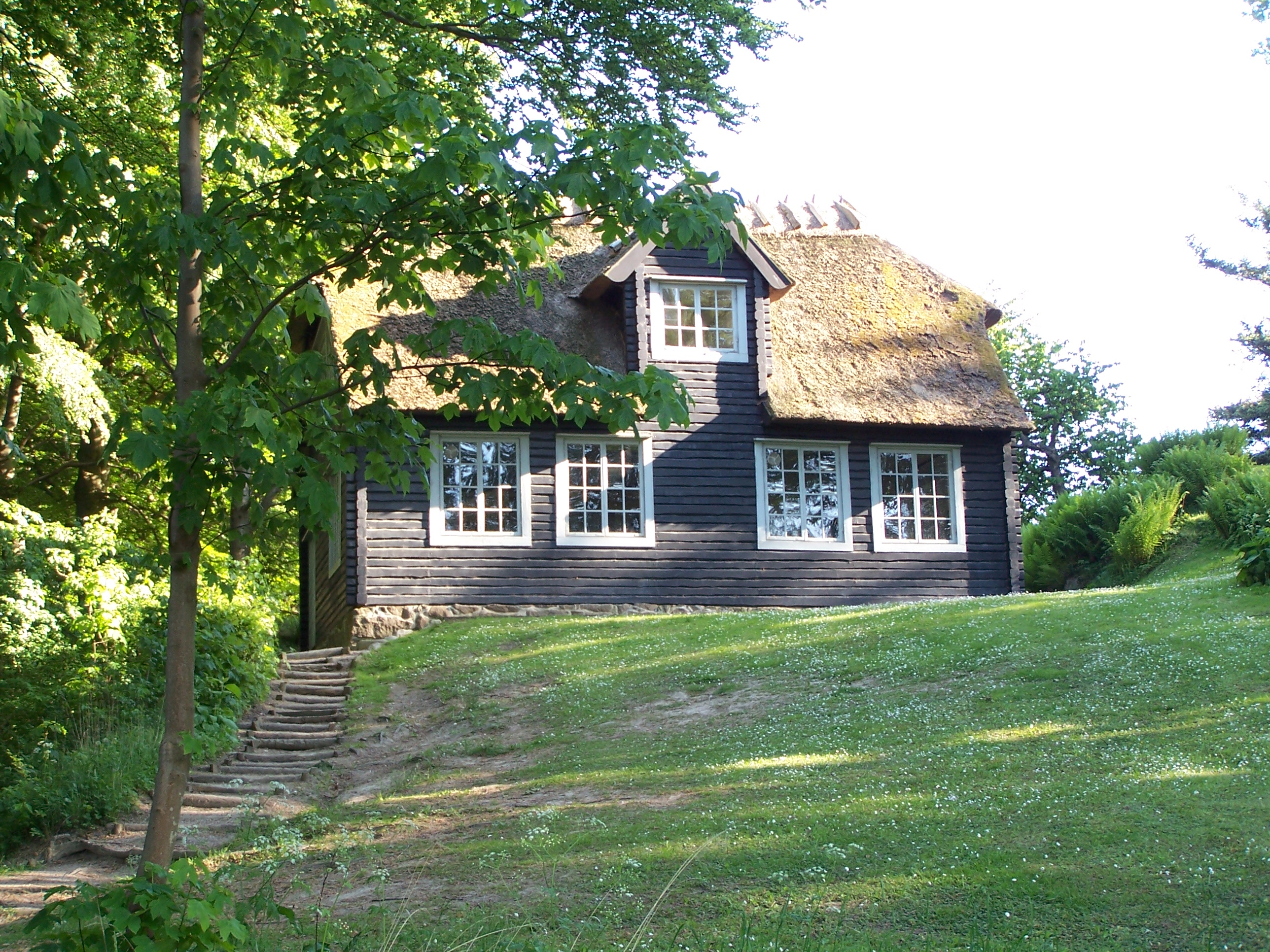
Noorse huis

## Trivia
- In het Suske en Wiske avontuur De lieve Lilleham worden Wiske en Lilleham verwelkomd op het oude slot door baron Rozenglans (Rosenkrantz) en brengen er een nacht door.